# Blue Tornado
Blue Tornado es una película de acción italiana de 1991 dirigida por Antonio Bido y protagonizada por Dirk Benedict, Ted McGinley y Patsy Kensit.

## Argumento
El coronel Alex Long y Philip son dos pilotos. Un día experimentan con una nueva maniobra aérea, cuando de pronto encuentran una luz misteriosa más allá de la cordillera. Phil queda abducido por la luz y desaparece al volar hacia ella, por lo que Alex no tiene otra elección excepto regresar a casa solo teniendo también un shock importante al respecto. Cuando encuentran más tarde los restos de la nave, Alex está convencido de que un ovni tuvo que ver con el accidente, y se propone rescatar a su amigo. Una mujer, Isabella, que también está buscando ovnis, lo ayuda en su empeño.

## Reparto
| Actor          | Papel                |
| -------------- | -------------------- |
| Dirk Benedict  | Alex Long            |
| Ted McGinley   | Philip               |
| Patsy Kensit   | Isabella             |
| David Warner   | Comandante           |
| Jeff Blynn     | Coronel              |
| Robert Daniels | Grecco               |
| Donald Hodson  | Profesor J.H. Thomas |

## Recepción
Hoy en día la película ha sido valorada en portales cinematográficos. En IMDb, con 383 votos registrados, el filme obtiene una media ponderada de 4,1 sobre 10. En cuanto a Rotten Tomatoes, los menos de 50 votos registrados le dieron allí una valoración media de 2,5 de 5.